# Orestes Caviglia
Orestes Caviglia (Buenos Aires, 9 de noviembre de 1893 - San Miguel de Tucumán, 1 de abril de 1971) fue un actor y director de cine y teatro argentino, conocido por su trabajo durante la Época de Oro del cine argentino.

## Primeros años
Era hijo de Virginia Cocchi y Clemente Caviglia, ambos uruguayos. Nació en la calle Lorea (hoy Presidente Luis Sáenz Peña), a media cuadra de la plaza del mismo nombre y sus hermanos mayores y menores nacieron en la Banda Oriental. Hizo sus estudios primarios con los salesianos en Paysandú, y luego estudios secundarios que no completó. Desde pequeño estuvo en contacto con el teatro, pues concurría con su padre –que era escultor y tallista en madera- a las representaciones de los grandes artistas de la época. En su familia eran muy liberales, "muy mazzinianos" según el propio Caviglia y su abuelo era "un maravilloso personaje, un rebelde para quien teatro y libertad eran sinónimos, dos términos inseparables". En su casa se hablaba siempre de Gustavo Modena, un gran maestro del teatro italiano que tuvo discípulos como Jacinta Pezzana, Adelaide Ristori, Mateo Salvini, Ernesto Rossi, entre otros.

## Inicios en el teatro
Desde 1911 estudió en Montevideo en la Escuela Experimental de Arte Dramático dirigida por Jacinta Pezzana y por Atilio Supparo. Pese a que en el teatro de esa época reinaba el estilo de Sarah Bernhardt con su ampulosa declamación, Pezzana impuso en su academia el naturalismo. Ella era una soñadora, una socialista romántica, que anhelaba crear un teatro con entrada gratis para todo el mundo, a fin de que los hombres aprendieran en él su destino de libertad. Al terminar las clases del día, los alumnos —que percibían del Estado uruguayo un pequeño sueldo para que pudieran dedicarse totalmente al teatro— formaban una pequeña compañía; de sus compañeros de curso sólo continuaron el oficio, además de Caviglia, Gloria Ferrandiz y Domingo Sapelli. Al retirarse Pezzana, Atilio Supparo formó con sus estudiantes y con actores argentinos, uruguayos y españoles, un enorme elenco de cuarenta personas entre actores y cantantes, con predominio de los argentinos: la Compañía Rioplatense de Comedias. Se hacían comedias, sainetes y piezas musicales. Esto puso a Caviglia en contacto directo con el teatro nacional: aprendió a hablar con el che y el vos, en lugar del tú académico; alternó con gente que venía de Buenos Aires, del circo y del sainete, lo cual era una novedad porque en Montevideo no había sainetes.
En 1921 se produjo en Buenos Aires un conflicto entre dos sectores de actores, una de cuyas consecuencias fue obligar a los disidentes a improvisar compañías y emprender giras por el interior del país. El elenco donde revistaba Ilde Pirovano se encontraba varado en Venado Tuerto cuando llegó otro en el que figuraba Orestes Caviglia por lo que decidieron fusionarse y continuar la gira a Rosario, donde representaron El viejo Hucha, de Darthés y Damel. Ese mismo año 1921 se casaron en esa ciudad y al año siguiente tuvieron a su hija Olga, que más adelante estudiaría odontología.
En 1927 fue contratado por Pascual Carcavallo para actuar en el teatro El Nacional, y más adelante trabajó bajo la dirección de Armando Discépolo
A comienzos de la década de 1930 formó una cooperativa con Ilde Pirovano, Milagros de la Vega, Carlos Perelli, Mario Soffici, Francisco Petrone, Fanny Brena, Sebastián Chiola y Alberto Candeau, que preparó el estreno en Montevideo de La cruz de los caminos, del uruguayo Justino Zavala Muniz, diputado por entonces y que años después sería ministro, senador, consejero de Estado y creador de la Comedia Uruguaya. En 1933 se produjo el golpe de Estado derechista de Gabriel Terra, del que Zavala era fuerte opositor, al punto de que sería más adelante desterrado a Brasil. Por esa razón se temían disturbios en el teatro. El ministro del Interior llamó a Caviglia y gentilmente le sugirió la conveniencia de no estrenar, pero los actores decidieron seguir adelante. Cuando al final del tercer acto Milagros de la Vega, sosteniendo en sus brazos al protagonista muerto, gritó: '¿De dónde vendrá el hombre que me ayudará a levantarlo?', desde la sala una voz estentórea replicó: ¡De Rusia!. Esto desató el desorden, los silbidos y la intervención de la policía, y el autor debió salir por una puerta al fondo del escenario.
En Buenos Aires, en 1936, al representar en el Teatro Cómico Las razas, que contenía un fuerte ataque al nazismo —una escena transcurría en la cervecería de Munich—, a menudo extremistas de derecha interrumpían las funciones con tumultos varios, hasta culminar en uno que, entre denuestos y peleas de los espectadores se extendió desde que se alzó el telón, a las 22, hasta las 5 de la madrugada; no se clausuró el teatro por la hábil intervención del intendente municipal Mariano de Vedia y Mitre, y porque una dotación especial de la policía —bajo las apariencias de boleteros y acomodadores— impidió el incendio del teatro, planeado por los revoltosos.
Su primera incursión en cine fue en 1936 en el filme Tararira y en 1938 dirigió su primera película, Con las alas rotas.

## Exilio y regreso
Siguió actuando en diversas películas hasta 1950. En octubre de ese año se encontraba representando en el Teatro Astral la obra Prontuario, una pieza norteamericana que Kirk Douglas llevó al cine como Antesala del infierno cuando llegó una nota de la Subsecretaría de Informaciones de la Presidencia, firmada por Raúl Apold, pidiendo la adhesión "espontánea" del elenco al régimen de Perón. Caviglia estuvo entre quienes se negaron a firmarla, por lo que ingresó en la lista de opositores al gobierno a los que se les cerraban las fuentes de trabajo y debió exiliarse en Montevideo, desde donde viajaba disfrazado a Buenos Aires para ver a su nieta.
En Uruguay fue contratado por la Comedia Nacional dependiente de la ciudad de Montevideo para la puesta en escena de diversas obras, tarea en la que permaneció durante cinco años. En 1956 volvió a la Argentina y fue nombrado director de la recién recreada Comedia Nacional Argentina. El 5 de octubre de 1956 fue el primer estreno con su dirección, con la obra Facundo en la ciudadela del poeta argentino Vicente Barbieri.
Durante su gestión formó una compañía homogénea y difundió un calificado repertorio. Entre las muchas obras estrenadas estuvieron: Las aguas del mundo de Samuel Eichelbaum, Los expedientes, del todavía novel escritor Marco Denevi, Asesinato en la catedral de T. S. Eliot, el Don Juan de Molière bajo la dirección de Jean Vilar, llegado a Buenos Aires con la Compañía de Teatro Popular de Francia, Noche de Reyes de Shakespeare, La casa de Bernarda Alba de García Lorca. El pan de la locura de Carlos Gorostiza dirigida por él mismo. La temporada 1960 se abrió en abril con Locos de verano de Gregorio de Laferrère dirigida por Armando Discépolo.
Renunció en 1960 junto a todo el elenco por un entredicho con las autoridades respecto de la puesta de la obra Hombre y superhombre de Bernard Shaw. El Director de Cultura del gobierno de Arturo Frondizi, Héctor Blas González lo llamó a su despacho y le dijo "que él era un celoso defensor de la civilización occidental y cristiana y que esa obra la atacaba. Yo le contesté que no se preocupara, que Shaw se bastaba solo para defender los ideales de Occidente, que son los de la libertad. Y me fui, con Inda Ledesma, Ernesto Bianco, Milagros de la Vega, Jorge Rivera López, Violeta Antier, Lalo Hartich y otros, para fundar Gente de Teatro Asociada, de corta vida pero de larga memoria." Otra interpretación es que la objeción no era respecto de la obra sino a la ideología de Inda Ledesma, propuesta por el teatro para protagonizarla.
Falleció en la ciudad de San Miguel de Tucumán el 1º de abril de 1971.

## Filmografía

### Actor
- El octavo infierno (1964)
- Paula cautiva (1963)
- El jefe (1958)
- El cielo en las manos (1950)
- De padre desconocido (1949)
- La cuna vacía (1949)
- Nace la libertad (1949)
- Pelota de trapo (1948)
- Tierra del Fuego (1948)
- Nunca te diré adiós (1947)
- Albergue de mujeres (1946)
- Rosa de América (1946)
- La cabalgata del circo (1945)
- Su mejor alumno (1944)
- Casa de muñecas (1943)
- Malambo (1942)
- En el viejo Buenos Aires (1942)
- La maestrita de los obreros (1941)
- Una vez en la vida (1941)
- Huella (1940)
- Cita en la frontera (1940)
- El pobre Pérez (1937)
- Viento Norte (1937)
- Melgarejo (1937)
- Cadetes de San Martín (1937)
- Palermo (1937)
- Una porteña optimista (1937)
- Tararira (la bohemia de hoy) (1936)

### Director
- Mis cinco hijos (1948)
- Al toque de clarín (1941)
- Hay que casar a Ernesto (1941)
- Pueblo chico, infierno grande (1940)
- El matrero (1939)
- Con las alas rotas (1938)

### Supervisor
- El cielo en las manos (1950)

### Guionista
- El matrero (1939)

### Actuación en televisión
- Los acosados (1960)
- Teatro televisado de Margarita Xirgú (1956), emitido desde el Teatro Nacional Cervantes obras como La celestina de Rojas, Barranca abajo de Florencio Sánchez, Tartufo de Moliére y Nuestro pueblo de Thornton Wilder.